# 帕納西夫卡 (卡贊卡區)
47°40′25″N 32°45′41″E / 47.67361°N 32.76139°E
帕納西夫卡（烏克蘭語：Панасівка），是烏克蘭南部的村莊，隸屬尼古拉耶夫州的巴什坦卡區。該村始建於1924年，面積0.19平方公里，海拔高度85米，2001年人口87，人口密度每平方公里460.3人。